# Tanyptera tsurugiana
Tanyptera tsurugiana är en tvåvingeart som beskrevs av Takahashi 1960. Tanyptera tsurugiana ingår i släktet Tanyptera och familjen storharkrankar. Inga underarter finns listade i Catalogue of Life.